# Scolelepis tridentata
Scolelepis tridentata är en ringmaskart som först beskrevs av Rowland Southern 1914.  Scolelepis tridentata ingår i släktet Scolelepis och familjen Spionidae. Arten är reproducerande i Sverige. Inga underarter finns listade i Catalogue of Life.